# Mound

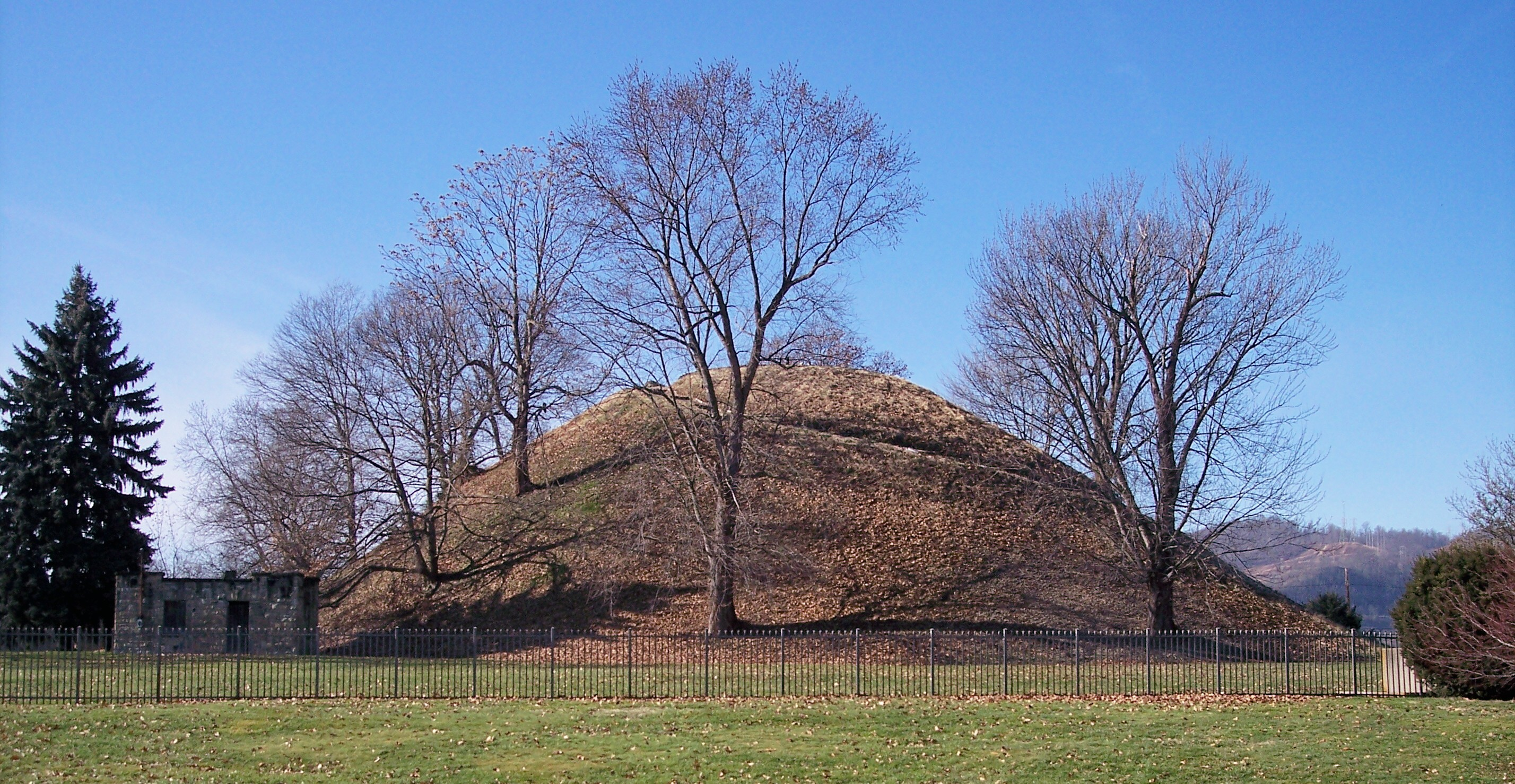
Grave Creek Mound in Moundsville, West Virginia

Als anglo-amerikanisch Mound werden künstlich geschaffene Hügel überwiegend im Südosten der Vereinigten Staaten bezeichnet, die von verschiedenen Indianerkulturen zu kulturellen und Begräbnis-Zwecken errichtet wurden. Auch die Vorläufer der Tempel- und Palastpyramiden Mesoamerikas sowie künstliche Plattformen verschiedener Funktion aus Südamerika (Casarabe-Kultur, Llanos de Moxos, Bolivien und Marajoara-Kultur, Marajó, Brasilien) werden von der Forschung als mounds bezeichnet.

## Vorkommen

### Nordamerika
Sehr häufig sind Mounds in den Tälern des Mississippi und seiner Zuflüsse zu finden, am gesamten Lauf des Ohio Rivers und am Unterlauf des Missouri, im benachbarten Gebiet des Susquehanna River und dem Wyoming River, im westlich des Alleghany-Gebirges gelegenen Virginia sowie vom Ontariosee bis zum Sankt-Lorenz-Strom entlang. Weiterhin erstrecken sie sich nordwärts durch Wisconsin und am Rainy River bis in den Norden des kanadischen Ontarios und im Süden in die Ebenen Georgias.
Das wichtigste Zentrum dieser Hügel lag im heutigen Ohio, wo man mehr als 10.000 solcher Erdhügel und mehr als 1500 Ringwälle zählt. Auch der südöstliche Teil des Bundesstaats Missouri ist reich an Mounds, wie das Grenzgebiet zwischen Iowa und Illinois, wo man auf einer Fläche von 128 km² mehr als 2500 Mounds zählt. Das südliche Wisconsin ist gekennzeichnet durch die besondere Form der Effigy Mounds, mit figürlichen (engl. effigy) Formen, die hier Säugetiere, Vögel, Reptilien und vereinzelt menschliche Figuren darstellen.

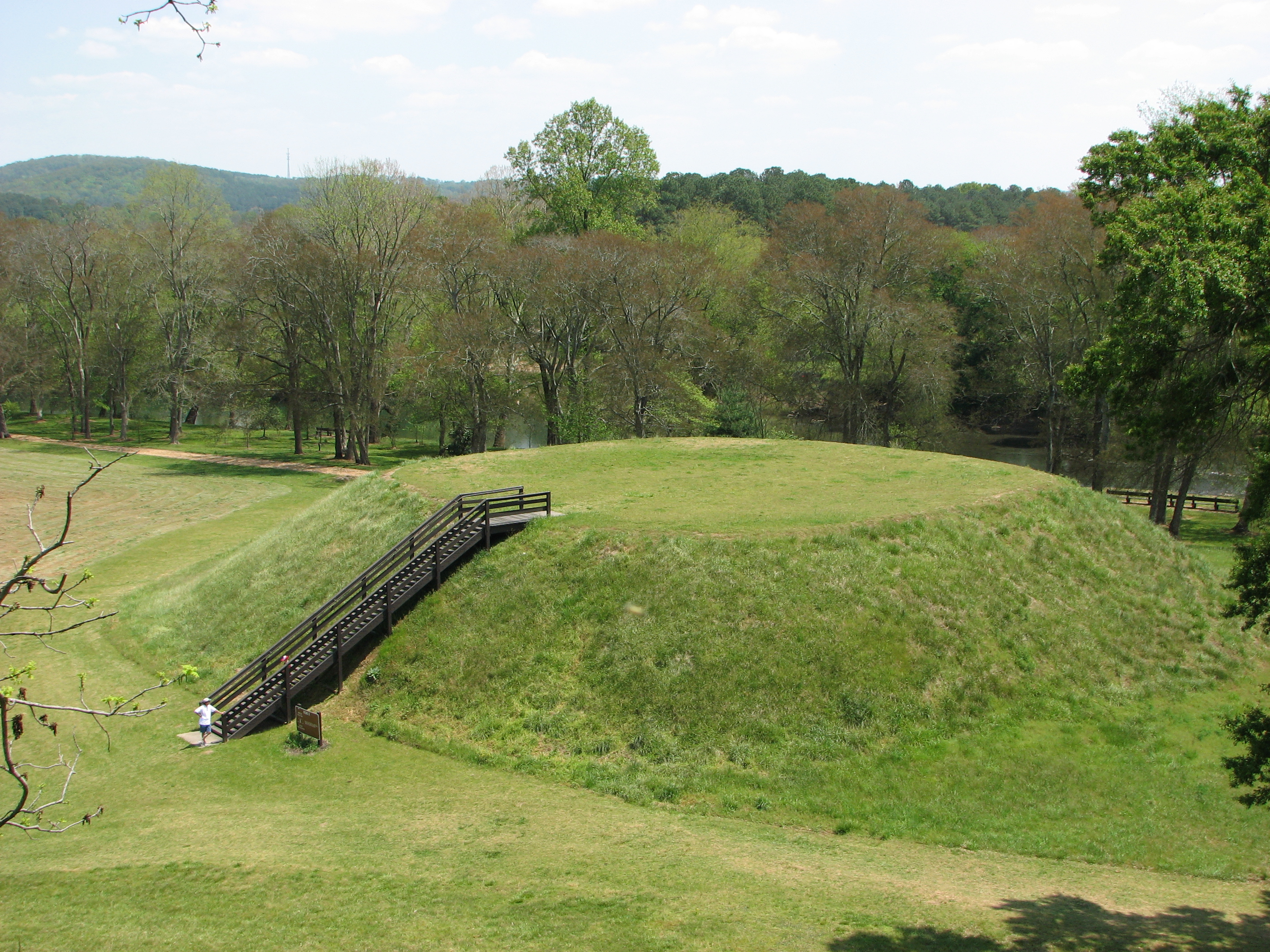
Mound B der Etowah Indian Mounds, Georgia

Auch weiter südlich im Gebiet der Mississippizuflüsse Yazoo River, Arkansas River und Red River finden sich noch zahlreiche Mounds. Die Mounds in South Carolina und Georgia sowie in Texas haben eine etwas andere Form und sind jüngeren Ursprungs, wie die Cuecillos (Cu) in Mexiko. Eine der bekanntesten dieser Anlagen früher Indianerkulturen ist der Great Serpent Mound. Die Erbauer der etwa 100.000 erhaltenen Erdwerke im Südosten der Vereinigten Staaten wurden zunächst schlicht „Moundbuilders“ genannt, bevor die Erforschung ihrer Bauten und Artefakte eine Unterscheidung in eine Vielzahl einzelner Phasen und Kulturen ermöglichte.
Manchmal werden die in der Frühzeit parallel errichteten Shell middens aus gewaltigen Haufen an Muschelschalen und Schneckenhäusern vom Umfeld des Ohio Rivers bis an die Küste des Golfs von Mexiko sowie die südliche Atlantikküste ebenfalls als Mounds oder Shell Mounds bezeichnet. Ihre Entstehung ist aber noch weniger geklärt als die der Erd-Mounds und es gilt als möglich, dass ihre Anlage nicht planvoll begonnen wurde, sondern sie aus der Anhäufung von Resten der Nahrungszubereitung entstanden, bevor sie systematisch erhöht wurden. Daher sollten sie auch sprachlich nicht mit den planvoll angelegten Mounds verbunden werden.

### Mittelamerika
In Mesoamerika werden vor allem die frühen Erdpyramiden der Olmeken (La Venta, Tres Zapotes, San Lorenzo) und der Mokaya-Kultur im Gebiet der ehemaligen Provinz Soconusco als mounds bezeichnet. Ab etwa 100 v. Chr. wurden die Erdhügel mehr und mehr durch Steinbauten ersetzt, wobei – wegen der Tradition von Überbauungen – einige der ursprünglichen Erdhügel als Teil der Substruktion erhalten blieben.

## Entwicklung

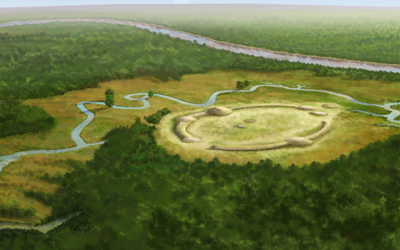
Illustration der Watson Brake, Blick aus der Luft

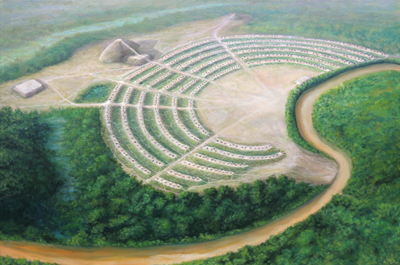
Illustration des Poverty Point, Blick aus der Luft

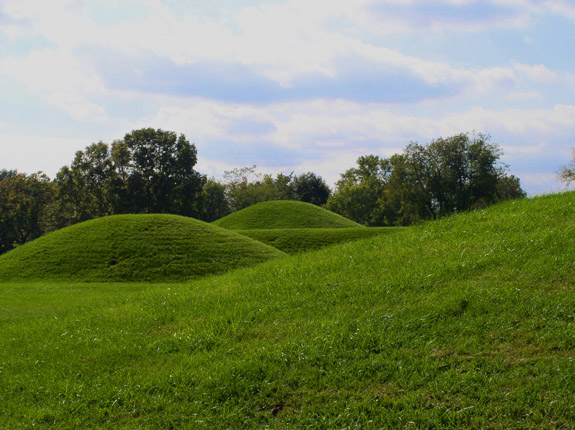
Mound City, Hopewell-Kultur.

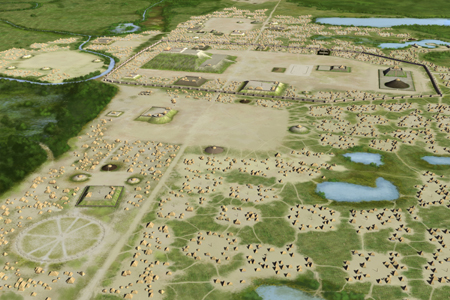
Cahokia, die größte archäologische Stätte der Mississippi-Kultur.

Mounds entstanden erstmals in der mittleren archaischen Periode zwischen 3500 und 3000 v. Chr. im Gebiet des unteren Mississippi River. Anlagen aus einzelnen Mounds und zusammengesetzte mit mehreren wurden in dieser Zeit von Jäger-, Sammler- und Fischer-Kulturen errichtet, die sich fast ganzjährig an günstigen Orten aufhielten. Die Mounds wurden nahezu ausschließlich auf Flussterrassen errichtet. Komplexere Fundorte sind Watson Brake und Frenchman’s Bend, beide beim heutigen Ort Monroe, Louisiana. Nach den mittelarchaischen Mounds brach die Tradition ab, um rund 1300 Jahre später ohne erneute Vorläufer zum komplexesten Erdwerk der archaischen Zeit zu führen: Poverty Point, ebenfalls im nördlichen Louisiana.
Die Gründe für das Aufkommen der Erdbauten sind Gegenstand der Fachdebatte. Die Klimageschichte verweist auf die günstigen Bedingungen gegen Ende des Atlantikums, was die Nahrungsgrundlage der Menschen verbessert haben könnte. Möglicherweise setzte dadurch eine Bevölkerungszunahme ein, die zur Konkurrenz um Territorien und Ressourcen führte. Mounds wären dann Projekte, die die Gemeinschaft nach innen stärken und nach außen präsentieren sollten.
Poverty Point, datiert auf das 18. bis 10. vorchristliche Jahrhundert am Ende der archaischen Periode, besteht aus sechs Mounds und sechs konzentrischen, halbrunden Erdwällen an einem Hangabbruch, ausgerichtet nach Osten, zum Sonnenaufgang. Die Anlage wurde von einer Kultur errichtet, die seltene, besonders hochwertige Steine aus einer Entfernung von bis zu 2000 km importierte und sich über einen Kulturraum von rund 1800 km² erstreckte. Sie strahlte weit darüber hinaus aus, bis nach Florida. Auch hier brach die Tradition zunächst wieder ab.
In der frühen Woodland-Periode ab 800 v. Chr. entstand eine neue Form der Mounds: Die ersten waren kleine runde Grabhügel im heutigen Bundesstaat Ohio. Sie können der nach einem Fundplatz benannten Adena-Kultur (ca. 800 v. Chr. bis 100 n. Chr.) zugeordnet werden. Die Hügel wurden größer und mit der Hopewell-Kultur setzte sich die Bautätigkeit ca. 200 v. Chr. bis 700 n. Chr. fort. Es entstanden nicht nur Hügel, sondern großflächige Erdwälle und komplexe Erdwerke aus linearen und runden Strukturen. In der späten Woodland-Stufe ab 600 entstanden im südlichen Wisconsin und den unmittelbaren Nachbarregionen die figürlichen Effigy Mounds. Sie verschwanden ab etwa 1200 wieder, runde Formen wurden hier noch bis 1700 vereinzelt angelegt. Etwa zeitgleich entstand am Unterlauf des Mississippi die Mississippi-Kultur (vermutlich bis 1700 n. Chr.)., deren größte Siedlung Cahokia war und deren aus den Grabhügeln hervorgegangene Tempelhügelbau wie der des Monks Mound nach Volumen und kulturellen Erscheinungsformen den Höhepunkt der Entwicklung darstellt.
Noch im 18. Jahrhundert wurden vereinzelt Mounds angelegt. Von den Choctaw aus Georgia liegt ein Bericht vor, nach dem der Anstoß zum Bau ihres heiligen Mounds Nanih Waiya von einem Häuptling ausging, der den Vorschlag seinem Volk unterbreitete und dabei an ihre Verantwortung vor den Ahnen erinnerte. In dem Mound konnten sie dann während des Baus die Gebeine kürzlich verstorbener Angehöriger ablegen, die in der Zeit bis zum Bau eines würdigen Bestattungsortes in Lederhüllen aufbewahrt worden waren. Der Mound hatte nicht nur eine Schutzfunktion für die Gebeine, sondern spielte ebenfalls eine Rolle in ihren Schöpfungsmythen.

## Denkmalschutz
Viele Mounds und Gebiete mit hoher Konzentration von Mounds stehen unter dem Schutz der Denkmalsgesetze des Bundes oder der jeweiligen US-Bundesstaaten. Die bedeutendsten Schutzgebiete nach Bundesrecht sind Effigy Mounds National Monument und Ocmulgee Mounds National Historical Park. Cahokia und Poverty Point sind Welterbestätten.